# Ліло і Стіч 2: Велика проблема Стіча
Ліло і Стіч 2: Велика проблема Стіча (англ. Lilo & Stitch 2: Stitch Has a Glitch) — анімаційний фільм 2005 року студії DisneyToon Studios, сиквел мультфільму Ліло і Стіч 2002 року. Прем'єра відбулася на Гаваях 15 серпня 2005 року.

## Сюжет
Стає відомо, що Стіч при народжені був недозарядженим, тому зараз його контакти стали замикатися й монстрові стає дедалі важче контролювати себе. Його творець — Джамба — має змайструвати спеціальну камеру й вилікувати Стіча.
Ліло хоче перемогти в дитячому конкурсі гавайського танцю й бути такою ж граційною, якою колись була її мама. Ліло й Стіч проходять місцями, де бував Елвіс Преслі для того, щоб здобути натхнення. Врешті-решт, вони обирають сюжетом до свого танцю старовинну легенду про гавайську богиню Хіаку. Хіака товаришувала зі смертним чоловіком Лохіау, але цій дружбі заздрила Пеле — богиня вулкану. Та зі злістю вкинула хлопця в розпечену лаву, але Хіака знайшла його тіло й стала молитися про його повернення. Дружба, любов виявилися сильнішими, ніж смерть, і Лохіау ожив.
Ліло в танці виконує роль Хіаки, а Стіч — Лохіау. Та на генеральній репетиції Стіч став трощити все навколо. Щоб більше не заважати своїй подрузі й не завдати їй шкоди, Стіч вирішує полетіти на незаселену планету. Нанні зі своїм хлопцем Девідом, Пліклі, Джамба й Ліла наздоганяють його й кладуть у камеру, що має зарядити монстра, та виявляється надто пізно й Стіч помирає. Як і й гавайській легенді, любов виявилася сильнішою, ніж смерть і Ліло рятує Стіча.

## Персонажі
- Стіч монстр 626 — Кріс Сандерс
- Ліло (його власниця) — Дакота Феннінг
- Нані (старша сестра Ліло) — Тіа Каррере
- доктор Джамба Джукіба (творець Стіча) — Девід Огден Стірс
- Пліклі — Девід МакДоналд
- Девід Кавена (хлопець Нані) — Джейсон Скотт Лі
- Куму (вчитель гавайський танців) — Кунева Мук
- Мертл (донька власника магазину) — Ліліана Мамі